# Scotiella antarctica
Espèce
Scotiella antarctica est une espèce d'algues vertes du genre des Scotiella et de la famille des Oocystaceae. Ses appellations synonymes sont Chloromonas nivalis (Chodat) Hoham et Mullet comb. nov. 1978, Chloromonas cryophila (Hoham & Mullet 1977), Scotiella nivalis (Chodat) Fritsch 1912, Scotiella cryophila Chodat 1921 ou encore Pteromonas cryophila (Chodat) Pascher 1927. Cette algue verte unicellulaire vit dans la neige et la glace et présente des protéines antigel extracellulaires.